# Smoke (film)
Smoke is een Amerikaanse film uit 1995, geregisseerd door Wayne Wang en Paul Auster (die het scenario schreef) met Harvey Keitel, William Hurt, Victor Argo, Forest Whitaker, Ashley Judd, Stockard Channing en Harold Perrineau Jr.. De film volgt het leven van personages die iets te maken hebben met de tabakswinkel van Auggie (Harvey Keitel) in Brooklyn. De film werd gevolgd door Blue in the Face, een reeks korte verhalen rond enkele van de personages uit "Smoke" en enkele nieuwe personages.

## Verhaal
De eigenaar van de sigarenwinkel (Auggie) uit Brooklyn New York neemt al 14 jaar lang voor zijn winkel elke dag op hetzelfde uur een foto. Als hij zijn winkel op een dag wil sluiten, krijgt hij bezoek van vaste klant Paul Benjamin, een aan lager wal geraakte romanschrijver. Sinds zijn vrouw op straat vermoord werd krijgt hij geen letter meer op papier. De uitbater nodigt Paul uit om de foto's te bekijken. Fotomappen vol heeft hij en Paul bladert ze vluchtig door. Ze zijn allemaal dezelfde concludeert hij. Als Auggie hem adviseert om rustig te kijken, ziet Paul zijn vrouw op meerdere foto's én op de dag van haar dood. Smoke zit vol met dit soort dramatische momenten. Een zwarte jongen verandert van naam en identiteit, een vrouw keert na jaren terug naar haar vroegere vriend en vertelt hem dat ze samen een dochter hebben en dat die nu problemen heeft... Al deze mensen hebben weinig met elkaar gemeen, maar het toevallig kruisen van elkaars paden heeft een onuitwisbaar emotioneel effect.

## Camerawerk
Adam Holender verzorgde de fotografie van de film. Regisseur Wang kiest overwegend middelgrootopnames (two-shots) of gewoon shots die de personages ten voeten uit in beeld brengen. Enkele actiescènes tonen een totaalopname van de straat zoals in de scène waar Paul achteloos bijna onder een vrachtwagen loopt en op het nippertje gered wordt door Rachid. In de gesprekken wisselt hij, zoals vele regisseurs, shot en tegenshot af, naargelang de spreker of de luisteraar belangrijk is. Bij de laatste vertelling gaat hij uit van een two-shot van Auggie en Paul. Naarmate Auggie vertelt zoomt de camera in op Auggie tot alleen zijn mond te zien is (big close-up). Dan schakelt hij over naar de ogen van de gefascineerde Paul eveneens met een zeer-grootopname en sluit af met een two-shot met de zin van Auggie: "There is your story". "Yes, I suppose so", antwoordt Paul. Er volgt een zeer-grootopname van een blad in een typemachine met als tekst "Auggie Wren's Christmas Story, by Paul Benjamin". De zwart-witopnames en de aftiteling worden begeleid door Tom Waits: "You're Innocent When You Dream". Dit werkt als een verrassing, want in de loop van de film is er weinig muziek.

## Rolverdeling

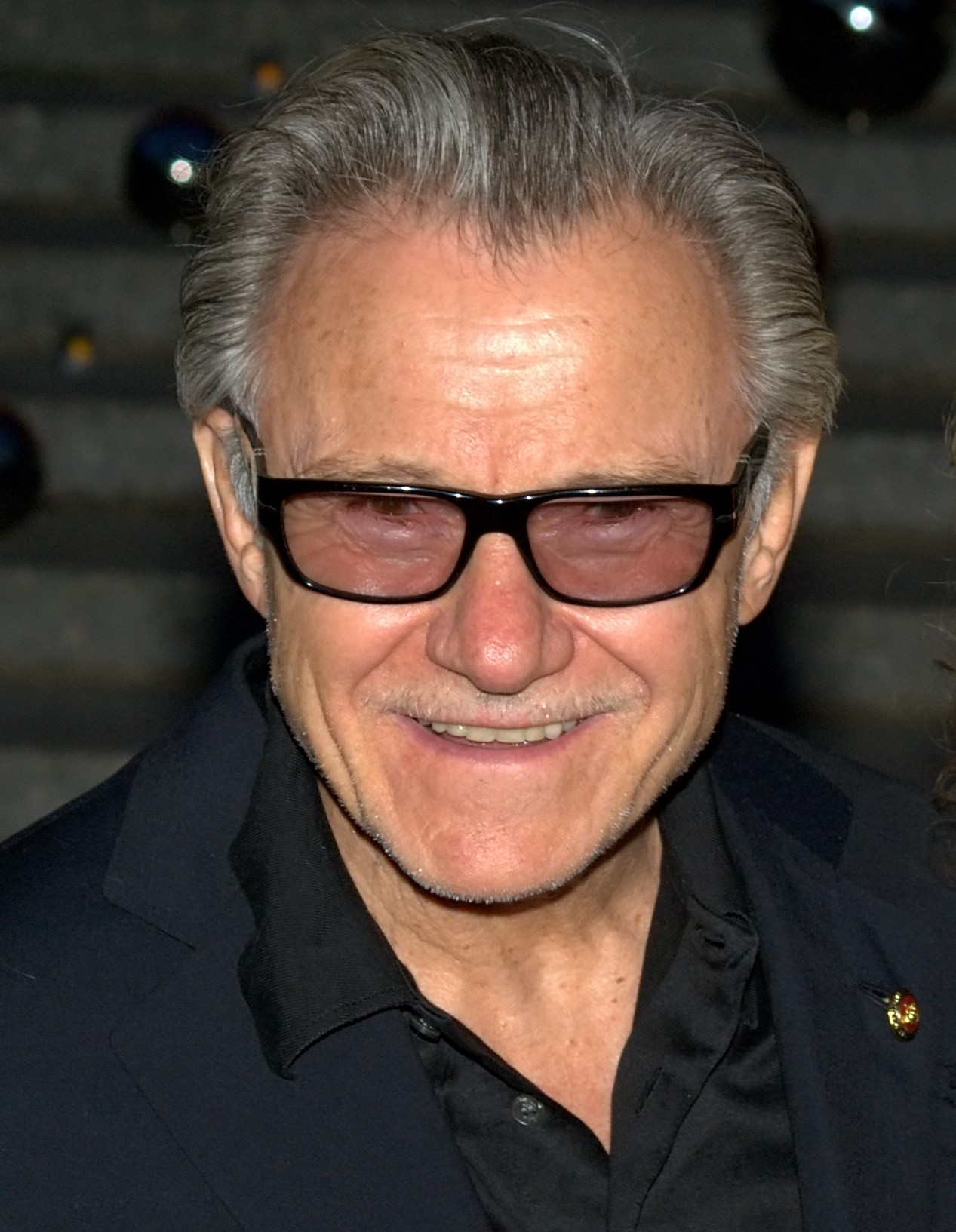
Harvey Keitel, 2010

| Acteur            | Personage              |
| ----------------- | ---------------------- |
| Harvey Keitel     | Augustus 'Auggie' Wren |
| Jared Harris      | Jimmy Rose             |
| William Hurt      | Paul Benjamin          |
| Daniel Auster     | boekendief             |
| Harold Perrineau  | Thomas 'Rashid' Cole   |
| Victor Argo       | Vinnie                 |
| Michelle Hurst    | tante Em               |
| Forest Whitaker   | Cyrus Cole             |
| Stockard Channing | Ruby                   |

## Structuur
De film wordt gesitueerd in de zomer van 1990 en met tussentitels opgedeeld in vijf delen. De naam van een personage is de tussentitel. Het eerste shot toont een luchtbrug van de metro waar een treinstel door een S-vormige bocht rammelt. Een sterk daarop gelijkend shot zal later dienstdoen als tijdsoverdragend tussenshot.
Volgens de gepubliceerde tekst (inmiddels is het scenario in boekvorm gepubliceerd door Faber & Faber, 1995 onder de titel Smoke en Blue in the face) moest daar een tussentitel komen: Three months later. Bij de montage werd anders beslist. Titel: Paul.

## Thema
In "Smoke" speelt toeval een rol. Auggie is de sleutelfiguur. Alle dramatische verwikkelingen passen in die interpretatie. Dat komt naar voren bij het nemen van de foto's. Auggie bekent dat ter wille van die dagelijkse foto hij geen vakantie kan nemen, want iedere ochtend om acht uur moet hij er zijn. Als schrijver Paul wat al te snel door de albums bladert ("They are all the same") maakt hij de opmerking "you have to slow down; they are all different" en hij legt uit waarin ze verschillen. Als Paul wat later op de foto stoot waarop zijn vrouw te zien is, gaat Auggie mijmeren: "Als ik op de morgen waarop ze in een vuurgevecht gedood werd een paar seconden getreuzeld had, bijvoorbeeld met het wisselgeld, dan zou ze nu nog leven en zou ze een kind gehad hebben". Als Auggie die commentaar geeft voelen we doorheen het spelen van het (nood)lot hoe het toeval een verwijzing inhoudt naar het mysterie van ieder menselijk bestaan.

## Personages
| Personage     | karakter/type |
| ------------- | --- |
| Paul Benjamin | Een aan lager wal geraakte romanschrijver. Heeft een routineus, geïsoleerd bestaan. Sinds de dood van zijn vrouw krijgt hij niets meer op papier. Nadat hij een pakje Schimmelpennincks is komen halen in de tabakswinkel van Auggie, loopt hij verstrooid over de straat, net wanneer een vrachtwagen passeert. Hij wordt gered door Rachid die hem terug de stoep optrekt. |
| Rachid Cole   | Een zwarte jongen, weifelend op zoek naar zijn vader. Paul wil na zijn redding iets terugdoen voor Rachid en geeft hem enkele dagen onderdak. Uit hun gesprekken blijkt dat Rachid op de loop is maar hij wil niet verklappen hoe het in elkaar zit. Na een paar dagen vindt Paul dat het welletjes is geweest en vraagt Rachid op te krassen. Nog maar net vertrokken verneemt Paul dat Rachids vader nog leeft en dat Rachid er naar op zoek is. |
| Ruby          | Auggies eenogige ex-vrouw, komt Auggie opzoeken in zijn tabakswinkel. Ze komt hem een naar zijn gevoel niet al te geloofwaardig verhaal op de mouw spellen. Ze komt hulp vragen om hun achttienjarige dochter Felicity uit de nood te helpen. Die is zwanger en zit zwaar in de greep van het roesmiddel crack. Als ze een volgende keer bij Felicity komen worden ze door haar uitgescholden, en van zwangerschap is geen sprake meer want Felicity heeft het kind laten wegmaken.                                                                                         |
| Cyrus Cole    | Rachid heeft ondertussen zijn vader gevonden. Hij vertelde zijn vader echter Paul Benjamin te heten (de naam van de romanschrijver bij wie hij enkele dagen verbleef). Cyrus heeft een kleine garage en Rachid werkt er als klusjesman. Paul Benjamin (de echte) en Auggie besluiten op zoek te gaan naar Rachid en vinden hem ook bij zijn vader. De eerste reünie draait echter uit op een vechtpartij wanneer de vader de ware identiteit ontdekt van zijn verloren zoon. De echte naam van Rachid Cole/Paul Benjamin blijkt Thomas Jefferson Cole te zijn. Zoon van ... |
| Auggie Wren   | Uitbater van een oude tabakswinkel in een al even oude 'brownstone' buurt in Brooklyn, verkoopt sigaartjes en sigaretten. Hij aanhoort dagelijks geduldig en geamuseerd de banale verhaaltjes van zijn klanten en tracht zijn slome winkelhulpje aan de gang te houden. Hij maakt al sinds jaar en dag een foto van zijn winkel. Elke dag één om 8 uur 's morgens, telkens op dezelfde plaats. |